# 冯子材故居
冯子材故居又名“冯宫堡”、“宫保第”，位于广西壮族自治区钦州市沙埠镇白水塘村，建于光绪元年（公元1875年），是清军将领冯子材退居时住所，也是冯子材重组萃军开赴抗法前线的总部。
冯子材故居占地面积64,350平方米，其中建筑面积2,020平方米，包含了门楼、碑林等主体建筑，以及宗庙、塔、宇、兵工厂、马厩、鱼塘、水井、花园、果园等附属建筑，外筑围墙。建筑全部为抬梁式砖木结构，采用了“三排九”这种典型的清代南方府第建筑模式，即屋分三进，每进三栋，每栋三式，共3排9座27间。故居内分设6个展厅，展览请将坡、祭旗坛、习武场等遗址陈列以及功勋图片，依次顺序为：中华英豪、铁血难关、血肉长城 、亡羊补牢、桑样情深、百世馨香。
该故居目前为钦州市文物保护单位，自治区级文物保护单位，2001年被列入全国重点文物保护单位。是全国100个中小学生爱国主义教育基地之一。